# Beloslav Riečan
Beloslav Riečan (10. listopadu 1936, Žilina – 13. srpna 2018) byl slovenský matematik, pedagog a veřejný činitel.
V letech 1958–1971 působil na Katedře matematiky Stavební fakulty Slovenské vysoké školy technické v Bratislavě. Následně v letech 1972–1985 vyučoval na Univerzitě Komenského v Bratislavě. Roku 1980 byl jmenován profesorem matematiky. V letech 1985-1989 byl profesorem na Vysoké vojenské technické škole v Liptovském Mikuláši. Po sametové revoluci se vrátil na Univerzitu Komenrského a nakrátko se stal prvním svobodně zvoleným děkanem Matematicko-fyzikální fakulty. V letech 1992–1998 byl ředitelem Matematického ústavu Slovenské akademie věd. Od roku 1998 působil jako profesor na Katedře matematiky Fakulty přírodních věd Univerzity Mateje Bela v Banské Bystrici.
Ve své odborné matematické práci se věnoval zejména problematice fuzzy množin a kvantové logice.
Beloslav Riečan byl vynikající hudebník; působil jako varhaník v evangelických kostelech. Byl iniciátorem vzniku mezinárodního semináře Matematika a hudba. Působil mimo jiné jako předseda Školské rady Biblické školy v Martine, předseda Slovenské asociace Římského klubu a místopředseda Vědecké rady Slovenské národní knihovny v Martině. Podílel se na obnově Kuzmányho kruhu.
Byl ženat; jeho manželka se jmenovala Eva.
Byl nositelem Řádu Ľudovíta Štúra.